# كاميلا فالييفا
كاميلا فاليريفنا فالييفا (الروسية: Камила Валерьевна Валиева، ولدت في 26 أبريل 2006) لاعبة تزلج على الجليد روسية حققت الميدالية الذهبية في  بطولة العالم للناشئين لعام 2020، وبطلة نهائي سباق الجائزة الكبرى للناشئين لعام 2019 ، والميدالية الفضية الوطنية الروسية لعام 2021. ظهرت فالييفا البالغة من العمر 15 عامًا أداء مذهلاً كونها المرشحة الأولمبية حيث تصدرت برنامج القصير بأعلى الدرجات في التاريخ في كأس روستيليكوم 2021 بتحقيق 87.42 نقطة في سوتشي، حيث ابتعدت عن مواطنتها إليزافيتا توكتاميشيفا بفارق 7.32 نقطة في التزلج الحر، حطمت الرقم القياسي في البرنامج القصير البالغ 85.45 الذي كانت تحتفظ به الروسية ألينا كوستورنايا. حققت خلال البطولة في برنامج التزلج الحر 185.29 نقطة وبذلك سجلت رقماً قياسياً عالمياً جديدا في برامج قصيرة والتزلج الحر بتحقيقها 272.71 نقطة، لتعتبر أول متزلجة على الجليد تكسر عتبات 250 نقطة، 260 نقطة، 270 نقطة في إجمالي الدرجات خلال موسم واحد، وأول من يكسر عتبة 170 نقطة، و180 نقطة في التزلج الحر، وأول من يكسر عتبات 90 نقطة في البرنامج التزلج القصير.
في 15 فبراير 2022 خلال دورة الألعاب الأولمبية الشتوية 2022، جاءت العينة التي قدمتها فالييفا لاختبار المنشطات إلى مختبر مكافحة المنشطات قبل دورة الألعاب الأوليمبية في بكين في شهر ديسمبر ثلاث مواد تُستخدم أحيانًا لمساعدة القلب، بنتيجة إيجابية لمادة تريميتازيدين. تمت الموافقة على المتزلجة كاميلا فالييفا لمواصلة المنافسة في الألعاب من قبل لجنة من المحكمين يوم الاثنين 15 فبراير على الرغم من وجود عقار موجود في نظامها، تريميتازيدين، في قائمة العقاقير المحظورة من قبل مسؤولي مكافحة المنشطات العالميين. وفقاً لوثائق استعرضتها صحيفة نيويورك تايمز وأكدها شخص شارك في جلسة الاستماع، إن مختبر ستوكهولم الذي أجرى فحص عينة فالييفا وجد أيضاً أدلة على وجود مادتين أخريين يمكنهما علاج القلب ولكنهما غير مدرجتين في القائمة المحظورة. وأن فالييفا أدرجتهما في نموذج مراقبة المنشطات وهي مادة هايبوكسين ومادة إل-كارنيتين. ورجح المسؤولون الروس والأولمبيون أن وجود تريميتازيدين في نظام فالييفا ربما كان خطأ. ولكن اكتشاف العديد من المواد في عينة رياضية من النخبة وخاصة واحدة في سن صغيرة مثل كاميلا فالييفا، يعتبر أمراً غير عادي على الأطلاق وفقاً لمسؤول بارز في مكافحة المنشطات.
في 29 يناير 2024 حكمت محكمة التحكيم الرياضية في قضية المنشطات التي رفعتها فالييفا ضد الوكالة الروسية لمكافحة المنشطات (RUSADA). فرض الاتحاد الدولي للتزلج (ISU) والوكالة العالمية لمكافحة المنشطات (WADA)، حظرًا لمدة أربع سنوات على فالييفا بأثر رجعي من 25 ديسمبر 2021، واستبعدتها من جميع النتائج التنافسية من ذلك التاريخ، بما في ذلك المركز الأول في بطولة أوروبا للتزلج الفني 2022 وحدث الفريق الأولمبي الشتوي لعام 2022.

## نشأتها
ولدت كاميلا فالييفا في 26 أبريل 2006 في قازان، جمهورية تتارستان، روسيا. وهي من عرقية تتار الفولجا. ولكن وفقًا لأقاربها فإن والدها البيولوجي هو تتاري يُدعى رافيل، "رجل عسكري يعيش في شبه جزيرة القرم". التحقت فالييفا بفصول الجمباز الإيقاعي والباليه والتزلج الفني في سن مبكرة من قبل والدتها، لكنها شجعتها على التركيز فقط على التزلج بعدما بلغت الخامسة من عمرها. أطلقت على ناثان تشن لقب أحد المتزلجين الذين تعجب بتقنيتهم وقدراتهم. إلى جانب زميلتها في الفريق ألكسندرا تروسوفا.

## مسيرتها الرياضية

### مسيرة رياضية مبكرة
بدأت فالييفا التزلج في ثالثة من عمرها في عام 2009 في قازان. قامت كسينيا إيفانوفا بتدريبها أولاً، وتبعتها مارينا كودريافتسيفا وإيغور ليوتيكوف وناتاليا دوبينسكايا. عندما بلغت السادسة من عمرها، نقلها والداها إلى موسكو للتدريب في مدرسة موسكوفيتش الرياضية. في عام 2018، انتقلت فالييفا مؤسسة سامبو-70 تعلمية ذات تركيز رياضي، حيث سمحت إيتيري توتبيريدزي لفالييفا بالانضمام إلى مجموعتها. حيث شاركت فالييفا في مسابقة في سن الرابعة بالإضافة إلى مسابقة لاحقة في سن التاسعة.

## روابط خارجية
- كاميلا فالييفا في الاتحاد الدولي للتزلج

| أصحاب الأرقام القياسية العالمية للناشئين | أصحاب الأرقام القياسية العالمية للناشئين                  | أصحاب الأرقام القياسية العالمية للناشئين |
| ---------------------------------------- | --------------------------------------------------------- | ---------------------------------------- |
| سبقه ألكسندرا تروسوفا                    | التزلج الحر للسيدات للناشئين 07 مارس 2020- 18 سبتمبر 2021 | تبعه صوفيا أكاتيفا                       |
| سبقه ألكسندرا تروسوفا                    | مجموع نقاط الناشئين سيدات 07 مارس 2020- 18 سبتمبر 2021    | تبعه صوفيا أكاتيفا                       |